# Mowa zależna w języku angielskim
Mowa zależna w języku angielskim – zbiór zasad i konstrukcji w języku angielskim służących do omawiania wypowiedzi. W języku angielskim przy referowaniu wypowiedzi w sposób omowny występuje cały szereg zmian w zdaniu podrzędnym. Zmienia się relacja czasowa, zjawisko nieznane w języku polskim: czasy teraźniejsze zmieniają się w przeszłe, przeszłe w zaprzeszłe, a przyszłe w przyszłe w przeszłości. Odrębnie zachowują się pytania i wykrzykniki. 

## Mowa niezależna a mowa zależna
W mowie niezależnej (łac. oratio recta) wypowiedź jest cytowana dosłownie tak, jak została wypowiedziana. Może dotyczyć nie tylko wypowiedzianych słów, ale również myśli. W formie graficznej cytowane wypowiedzi zaznacza się dwukropkiem i następującym po nim cudzysłowem: He asked: "Where are you going?" → Zapytał: Dokąd idziesz?" Oba zdania podrzędne funkcjonują niezależnie.
Innym sposobem na przytaczanie cudzych słów jest uczynienie ich częścią zdania wypowiadanego przez mówiącego, co w gramatyce nosi nazwę mowy zależnej (oratio obliqua): 
| Mowa niezależna                | Mowa zależna               |
| ------------------------------ | -------------------------- |
| She asked: What are you doing? | She asked what I was doing |

Słowa, które zostały wypowiedziane przez jedną osobę w jednym miejscu i czasie, mogą zostać przytoczone w innym miejscu i czasie, nawet przez kogoś innego. Z tego powodu występują często różnice gramatyczne między mową zależną a mową niezależną.

## Transformacja mowy niezależnej w mowę zależną
Przy zmianie mowy niezależnej w zależną należy wykonać kilka niezbędnych operacji gramatycznych: zmienić zaimki, dostosować relacje czasowe, wreszcie zmienić formy gramatyczne czasowników i, zwłaszcza w pytaniach, szyk zdania podrzędnego. Pojawia się również zaimek względny that, który jednak (zwłaszcza w mowie potocznej) jest pomijany. 

### Szyk zdania
Przy cytowaniu zdania oznajmującego, jego szyk w mowie zależnej nie zmienia się. W zdaniu pytającym forma pytająca jest zastępowana odpowiednią dla zdania oznajmującego.

### Zaimki
Zmiana podmiotu zdania podrzędnego (mówiącego) pociąga za sobą zmianę zaimka.
| Mowa niezależna                    | Mowa zależna                        |
| ---------------------------------- | ----------------------------------- |
| Billy said: I don`t like the party | Billy said he didn`t like the party |

W mowie niezależnej Billy powiedział I, odnosząc się do samego siebie. Przytaczający jego wypowiedź musi więc dostosować osobę do treści wypowiedzi.

### Określenia miejsca i czasu
Zmiana czasu i sytuacji oznacza zmianę słów odnoszących się do czasu, kiedy cytowana wypowiedź miała miejsce.
| Mowa niezależna                   | Mowa zależna                              |
| --------------------------------- | ----------------------------------------- |
| Billy said: I`ll be here tomorrow | Billy said he would be there the next day |

W momencie wypowiadania tych słów dla mówiącego dzień następny był jutrem. Przytoczone w mowie zależnej zdanie zostało zapewne wypowiedziane w innej sytuacji: następnego dnia, a może nawet w następnym roku. Dlatego w zdaniu podrzędnym zmieniają się zasady informowania o czasie zdarzenia; podobnie jest z miejscem, jeśli wyrażenia czasowe określane są wyrazami oznaczającymi bliskość, zmieniają się na oznaczające oddalenie. 
Zmiany określeń czasu w mowie zależnej:
| Mowa niezależna | Mowa zależna                      |
| --------------- | --------------------------------- |
| today           | that day                          |
| now             | then                              |
| tomorrow        | the next day                      |
| yesterday       | the day before                    |
| next day        | the next day, the following day   |
| ago             | before                            |
| next week       | the next week, the following week |
| this            | that                              |
| these           | those                             |

### Czasy gramatyczne
W mowie zależnej możliwe są następujące przypadki: podmiot zdania nadrzędnego może wypowiadać się w czasie teraźniejszym lub przyszłym, jak również w przeszłym:
- She will say: I don`t give a damn → Ona powie: Mam to w nosie
- She said she didn't give a damn → Powiedziała, że ma to w nosie.

W przypadku, gdy czas zdania nadrzędnego jest teraźniejszy (w sensie gramatycznym), struktury czasowe zdania podrzędnego nie ulegają zmianie: He's said he will be watching the match → Właśnie powiedział, że będzie oglądał mecz. Choć zdanie nadrzędne ma aspekt przeszły, czas Present Perfect jest formalnie czasem teraźniejszym, stąd w mowie zależnej nie narusza struktury czasowej zdania podrzędnego. 
Jeśli podmiot zdania wypowiada swą kwestię w jednym czasów przeszłych, czas zdania podrzędnego zmienia się: 
| Mowa niezależna             | Mowa zależna                           | Mowa niezależna                                              | Mowa zależna                                                          |
| --------------------------- | -------------------------------------- | ------------------------------------------------------------ | --------------------------------------------------------------------- |
| Czasy teraźniejsze          |                                        |                                                              |                                                                       |
| Present Simple              | Past Simple                            | He said: I want to see her                                   | He said he wanted to see her                                          |
| Present Progressive         | Past Progressive                       | She said I`m going home                                      | She told us she was going home                                        |
| Present Perfect             | Past Perfect                           | He said: I`ve broken my car                                  | He said he had broken his car                                         |
| Present Perfect Progressive | Past Perfect Progressive               | He asked What have you been doing?                           | He asked what I had been doing                                        |
| Czasy przeszłe              |                                        |                                                              |                                                                       |
| Past Simple                 | Past Perfect                           | Ann said: I grew up in Kenya                                 | Ann said she`d grown up in Kenya                                      |
| Past Continuous             | Past Perfect Continuous                | She said: I was watching TV the whole afternoon              | She said she had been watching TV the whole afternoon.                |
| Czasy przyszłe              |                                        |                                                              |                                                                       |
| Future Simple               | Future in the Past                     | He said: I`ll come                                           | He said he would come                                                 |
| Future Progressive          | Future Progressive in the Past         | He informed: I'll be swimming at this time                   | He informed he would be swimming at that time                         |
| Future Perfect              | Future Perfect in the Past             | He said: I`ll have read that book by tomorrow                | He said he would have read that book by the following day             |
| Future Perfect Progressive  | Future Perfect Progressive in the Past | My wife said: By midnight I`ll have been coughing for a week | My wife said that by that evening she'd have been coughing for a week |

Ogólnie można powiedzieć, że poziom czasu przesuwa się: czasy teraźniejsze przechodzą w przeszłe, przeszłe w zaprzeszłe, przyszłe zaś stają się przyszłymi w przeszłości. Czas zaprzeszły, zarówno w aspekcie prostym, jak i postępującym (Progressive), nie zmienia się. Z reguły wszystkie czasy przeszłe przechodzą w czas zaprzeszły. Jednak czas przeszły nie zmienia się w zaprzeszły, jeśli relacje czasowe są oczywiste bez zmiany formy czasu gramatycznego: We were glad to hear you (had) enjoyed your trip to Finland → Miło nam było słyszeć, że udała ci się wycieczka do Finlandii. 
Pozostałe zasady zmian czasów:
- Czasowniki modalne will, can, may zmieniają swoje formy odpowiednio na would, could, might[2]: He said: it may rain → He said it might rain.
- Czasowniki would i could nie zmieniają swej formy[2]: It would be nice if we could come → He said it would be nice if we could come.
- Po czasownikach w czasie przeszłym w zdaniu głównym czasy ulegają zmianie nawet, jeśli sytuacja nie zmienia się mimo upływu czasu[2]: He told the police he was British → Powiedział policjantom, że jest Brytyjczykiem (i zapewne jest Brytyjczykiem do tej pory). Nie jest jednak błędem utrzymanie czasu teraźniejszego w takiej sytuacji[2]: I asked how old you are → Spytałem, ile masz lat.
- Jeśli ktoś mówi o tzw. prawdach ogólnych lub sytuacjach stałych, niezmiennych w przyszłości, jest możliwe utrzymanie czasu teraźniejszego bądź jego zmiana na przeszły. Obie konstrukcje są poprawne i używane[2]: Copernicus proved that the earth goes/went around the sun → Kopernik udowodnił, że Ziemia kręci się wokół słońca.
- W drugim trybie warunkowym formy czasowników nie zmieniają się[2]: It would be best if we started early → She said it would be best if they started early. Jeśli warunek odnosi się do sytuacji nierzeczywistej, zmiana jest możliwa i wtedy II tryb warunkowy przechodzi w trzeci:  If I had any money, I would buy you a drink → She said that if she had had any money, she would have bought me a drink lub teś: She said that if she had any money, she would buy me a drink.
- Po zaimkach względnych who, which, what możliwe są dwa rodzaje szyku[2]:
  - She asked: What`s the matter? → Zapytała: O co chodzi?
  - She asked what was' the matter.
  - She asked what the matter was.

### Tryb rozkazujący
Przy transformowaniu trybu rozkazującego, a także po słowach ask, advise, tell używa się struktury dopełnienie + bezokolicznik (accusativus cum infinitivo, ACI): I told my son to be careful → Powiedziałem synowi, by był ostrożny. The policeman told me not to park here → Policjant zabronił mi tu parkować. Zdania odnoszące się do obietnic, zakazów, nakazów, ofert itp. w mowie zależnej często występują w okolicznikach: I shall write → He promised to write. He said: Go away! → he wanted me to go away.
Po czasowniku suggest bezokolicznika nie stosuje się: I suggested that he try the main car park lub I suggested trying the main car park.

## Pytania i odpowiedzi
W zamianie pytań na mowę zależną szyk zdania zmienia się na właściwy dla zdania oznajmującego. Pytaniami wprowadzającymi są if, whether (czy) w przypadku pytań o rozstrzygnięcie (yes-no questions) lub where, what, why, how w przypadku pytań szczegółowych (wh-questions). Znak zapytania na końcu zdania pomija się, gdyż po tej transformacji zdanie ma wszelkie cechy oznajmującego.
- Pytania yes-no: He asked: are you going to the cinema? → He asked whether I was going to the cinema.
- Pytania wh-: Where is Alice? → She wanted to know where Alice was.

Inne zasady obowiązujące w transformacji pytań na mowę zależną:
- W pytaniach zawierających should w mowie zależnej występuje bezokolicznik[2]: She asked: How should I bake a cake? → She asked how to bake a cake.
- W konstrukcji shall I, oznaczającej ofertę bądź chęć pomocy, czasownik shall zmienia się w will bądź would[2]: He asks: Shall I help you" → He wants to know if he will help her
- W pytaniach zaprzeczonych wyrażających emocje takie jak zdziwienie lub entuzjazm transformacja wygląda inaczej[2]: She exclaimed: Don't the children like the icecreams?  → She was surprised that the children didn't like the icecreams. Isn't she lovely? → I remarked how lovely she was.

## Wykrzykniki
Wykrzykniki wyrażają stany emocjonalne, toteż w mowie zależnej można je omówić wyłącznie w sposób opisowy. Służą do tego czasowniki wprowadzające, jak: exclaim, remark, greet, be surprised, swear itp: She said: Blast! I shall be late for my train → She swore mildly and said she`d be late for her train. She said: What the lovely night! → She remarked what a lovely night it was. Oh, I sprained my ankle! → He cried out with pain and hollered that he'd sprained his ankle. Shit! You've broken my favourite cup! → She was furious to find out that he had broken her favourite cup.